# Monocitosi
La monocitosi és un augment del nombre de monòcits que circulen per la sang. Els monòcits són glòbuls blancs que donen lloc a macròfags i cèl·lules dendrítiques en el sistema immunitari.
En humans, la monocitosi es produeix quan hi ha un augment sostingut del recompte de monòcits superior a 800/mm3 a 1000/mm3.

## Causes
La monocitosi sovint es produeix durant la inflamació crònica. Malalties que produeixen un estat inflamatori crònic:
- Infeccions: tuberculosi, brucel·losi, listeriosi, endocarditis bacteriana subaguda, sífilis i altres infeccions víriques i moltes infeccions per protozous i rickettsia (per exemple, kala-azar, malària, febre de les Muntanyes Rocoses).
- Causes sanguínies i immunitàries: neutropènia crònica i trastorns mieloproliferatius.
- Malalties autoimmunitàries i vasculitis: lupus eritematós sistèmic, artritis reumatoide i malaltia inflamatòria intestinal.
- Malignitats: malaltia de Hodgkin i certes leucèmies, com la leucèmia mielomonocítica crònica (LMMC) i la leucèmia monocítica.
- Fase de recuperació de neutropènia o infecció aguda.
- Obesitat.[4]
- Causes diverses: sarcoïdosi i lipidosis.

Durant aquestes etapes d'inflamació extrema, la monocitosi pot danyar els teixits perquè augmenta l'activació de la resposta immunitària i evita que la inflamació disminueixi, això s'observa en els casos en què es produeix una sèpsia.